# Сюзан ван дер Вілен
Сюзан ван дер Вілен (нід. Suzan van der Wielen, 30 жовтня 1971) — нідерландська хокеїстка на траві.
Бронзова призерка Олімпійських Ігор 1996, 2000 років.
Чемпіонка Європи 1995, 1999 років.
Переможниця Трофею чемпіонів 2000 року, срібна призерка 1993, 1999 років, бронзова призерка 1991, 1997 років.
Срібна призерка Чемпіонату світу 1998 року.